# Сталети (Катанцаро)
Сталети је насеље у Италији у округу Катанцаро, региону Калабрија.
Према процени из 2011. у насељу је живело 1776 становника. Насеље се налази на надморској висини од 377 м.

## становништво
| 1931. | 1936. | 1951. | 1961. | 1971. | 1981. | 1991. | 2001. | 2011. |
| ----- | ----- | ----- | ----- | ----- | ----- | ----- | ----- | ----- |
| 2.138 | 2.063 | 2.284 | 2.369 | 2.343 | 2.436 | 2.429 | 2.264 | 2.443 |